# 緊急時迅速放射能影響予測ネットワークシステム
緊急時迅速放射能影響予測ネットワークシステム（きんきゅうじじんそくほうしゃのうえいきょうよそくネットワークシステム、英: System for Prediction of Environmental Emergency Dose Information、通称：SPEEDI）とは、原子力施設が事故を起こして自然環境の中に多量の放射性物質が放出された時の災害対策として、日本原子力研究所を中心に気象研究所などの協力を得て開発された、計算による環境影響の予測を迅速に行う計算システムを指す。
一般に最もよく知られた環境放射能安全年次計画の成果である。

## 概要
1970年代において原子力発電所等に係る災害対策については、災害対策基本法に基づき所要の措置が講じられることになっていたが、昭和54年のスリーマイル島原子力発電所事故を契機に、原子力発電所等に係る災害対策を充実整備するとの観点から、中央防災会議
は「原子力発電所等に係る防災対策上当面とるべき措置について」を決定した。
この要請に応える形で原子力安全委員会は、原子力発電所等周辺の防災対策について（改正版）を取りまとめたが、この報告書における、原子炉事故が起きた時の緊急措置として環境中での放射線測定と計算による放射線の線量の推定に関する勧告に従って、日本原子力研究所を中心に開発されたのが緊急時迅速放射能影響予測ネットワークシステム（SPEEDI）である。
SPEEDIは、原子力発電所などから大量の放射性物質が放出されたり、そのおそれがあるという緊急事態に、周辺環境における放射性物質の大気中濃度および被曝線量など環境への影響を、放出源情報、気象条件および地形データを基に迅速に予測する。
SPEEDIでは、関係府省と関係道府県、オフサイトセンターおよび日本気象協会とが、原子力安全技術センターに設置された中央情報処理計算機を中心にネットワークで結ばれていて、関係道府県からの気象観測点データとモニタリングポストからの放射線データ、および日本気象協会からのGPV（格子点資料）データ、アメダスデータを常時収集し、緊急時に備えている。
原子力発電所などで事故が発生した際、収集したデータおよび通報された放出源情報を基に、風速場、放射性物質の大気中濃度および被ばく線量などの予測計算を行う。これらの結果は、ネットワークを介して文部科学省、経済産業省、原子力安全委員会、関係道府県およびオフサイトセンターに迅速に提供され、災害対策を講じるための重要な情報として活用されることが期待されていた。
2014年10月8日、原子力規制委員会は原子力発電所の重大事故での住民の避難範囲を決める際、このSPPEDIの計算結果は利用しないと決めた。

## 開発・運営の主体
文部科学省の外郭団体である原子力安全技術センターが運営している。
1980年より日本原子力研究所で開発が始まり、第2世代の世界版SPEEDを経て、現在第3世代のSPEEDI－MPの開発が進められている。

## 福島第一原子力発電所事故における試算
2011年3月に起きた福島第一原子力発電所事故では、3月11日夜以来原子力安全・保安院が、12日未明以来文部科学省が、多数試算してみていた。その試算では、福島第一原子力発電所のプラントデータを配信する緊急時対策支援システム(ERSS)のデータが使用不能になっていたため、放射性物質放出量の条件については仮想事故データなどの仮定を入れて、実際の風向きなどでの20～100km四方程度の地域について一定時間後の各地の大気中濃度、地表蓄積量などをSPEEDIで出して配信した。
SPEEDIは100億円以上かけて開発され、事故後5,000枚以上の試算結果があったとされるが「試算なので国民の無用な混乱を招くだけ」と判断されたため、一般国民に情報公開されず、自治体が住民避難を計画する参考にも供されなかった。情報を非公開としたことにより、放射性物質の飛散方向と同じ方向に避難した住民を多く発生させてしまい、強い批判を受けた。
情報を非公開としたことについては、後に日本国政府が「パニックを避ける」ことを優先させすぎたが故の誤判断だったと認め、謝罪している。しかし、事故直後の3月14日に、文部科学省は試算結果を外務省を通しアメリカ軍に提供していた。
また、原発立地地域の住民に対する従前の説明では、万一の事故時の避難に際してはSPEEDIのデータを活用する前提であると説明していたことが、明らかになっている。
情報公開を求める声が多く、3月23日に一部が公開されたが、国会で全容の公開が強く求められた結果、5月になって試算結果が関係省庁のサイトに揃って公開された（#外部リンク 参照）。
2011年9月2日、原子力安全・保安院は3月11日の事故以後の緊急時対策支援システム(ERSS)による事故進展予測試算結果を公表した。それによれば全電源喪失による原子炉停止から1号機では15時間22分後、2・3号機では8時間35分後の炉心溶融を予測し、さらに格納容器過温破損とその後1時間後、5時間後、10時間後の放射性物質の放出率（Bq/h）や環境中の残存量率（Bq）を予測した。
また1号機の予測結果を基づき、SPEEDIでの放射性物質の拡散予測・試算なども行っていたが、総理大臣官邸危機管理センターには2・3号機の緊急時対策支援システム(ERSS)の予測を送付しただけで、SPEEDIでの放射性物質の拡散予測結果は報告していなかった。原子力安全・保安院で解析した45件もそのうち2件のみしか送付しなかった。
送付しなかった理由は分からないが、SPPEDIの結果を使うという思いが至らなかった。問題があったとしている。危機管理センターに送付された結果は官邸でどのように生かされたかは全く分からないし、保安院から官邸側に説明が行われた形跡もないとし、情報が適切に伝わらなかった可能性を認めている。1・3号機の予測値は9月2日に初めて公表された。
一方、2011年6月17日の参議院東日本大震災復興特別委員会にて、自由民主党の森まさこが、高木義明文部科学大臣に対して、3月12日にSPEEDIの算出結果を公開しなかったことを質問したところ、高木は「現地情報がないため計算できなかった」と答弁したが、保安院の指示で文部科学省所管の原子力安全技術センターが計算していることをさらに問われると、「計算していることを私は知らなかった」と答弁した。
2012年3月3日の中国新聞によると、2011年3月15日、政務三役らが出席した会議において、SPEEDIの計算結果を高木らが見て「一般には公表できない内容であると判断」し、他のデータを用意することになったという。
このときは、原子炉内の全ての放射性物質の放出を想定し「関東、東北地方に放射性雲が流れるとの結果が出た」と広範囲な流出も予測したという。文部科学省が最悪の事態を想定し、計算を繰り返していたことが明らかになった。なお、翌16日の三役会議において、文部科学省はデータの提供に徹し評価はせず、今後は原子力安全委員会が公表すると、鈴木寛副大臣が提案し合意されたという。

### 試算結果の内容
たとえば原子力安全・保安院のSPEEDI試算結果の中で3月15日6:51配信データNo.6774(PDF)では、気象データと設置許可申請書に添付されていた仮想データに基づいて仮に希ガス2.00京ベクレル、ヨウ素0.0660京ベクレルが、120.0メートル上空に放出されたとするモデルで、放出後24時間のヨウ素の地表蓄積量（ベクレル/平方メートル）、それによる外部被ばくによる実効線量（ミリシーベルト）、および、吸入による甲状腺被ばく等価線量（ミリシーベルト）などがどうなるかという計算結果が、地図上に等高線に似た「等値線」で描かれている。
これらの予測は実際の放射線分布を示しているものではない。実際の放出量はこれと何倍か違う量だったかもしれない。また、実際の風は当然この予想と完全には一致しなかったであろう。後日、実際の風向、風速、放出量、放出高等に基づく再計算を行い、実地に計測された地表放射能、大気中放射線量の実測値群と突合して、予測精度と実用性が検証されなければならない。